# Dinero (moneda)
El dinero (del latín denarius) fue la moneda de menor valor del Imperio carolingio, que perduró hasta la época moderna en los sistemas monetarios derivados del carolingio. En la Marca Hispánica, por ejemplo, las acuñaron Carlomagno y Ludovico Pío. Con el establecimiento del poder carolingio se inicia la moneda aragonesa con la aparición de los dineros de los diferentes reinos y condados, que cada vez tienen menor valor.

## Historia

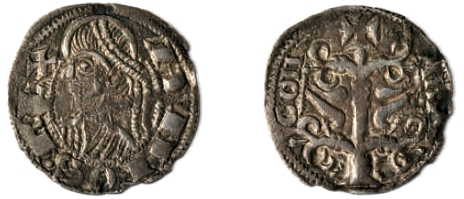
Dinero de Alfonso II. Inscripción: Anverso: ALFONS.REX, Reverso: ARAGON.

El nombre de 'dinero' hace referencia por antonomasia al dinero jaqués que se documenta por vez primera en Aragón con el rey Sancho Ramírez (1063-1094). Su tipo más frecuente es el del anverso con perfil del rey y la cruz procesional sobre vástago con florituras de ramas a los lados, imagen que en la Edad Moderna se asociará al emblema de la encina de Sobrarbe y que aparecerá en el primer cuartel del escudo de Aragón. Emitieron dineros cecas en Jaca y Monzón con el nombre, en algunas de esas emisiones, de Aragón.
Con Alfonso II de Aragón el dinero jaqués mantuvo su ley; posteriormente, Jaime I el Conquistador la redujo, reduciendo su grosor a la mitad. Con Jaime II empezó a acuñar dineros también Sariñena y en la Edad Moderna, para el reino de Aragón, el taller principal es Zaragoza.
A partir de 1612, como el dinero valía tan poco, se generalizó la acuñación de varias monedas con un valor superior, como el sueldo y la libra, hasta que Felipe V suprime en la Corona de Aragón la circulación del dinero al final de la Guerra de Sucesión Española.

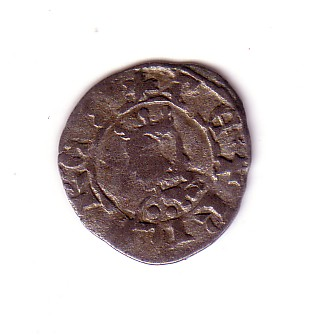
Dinero de Pedro el Grande.

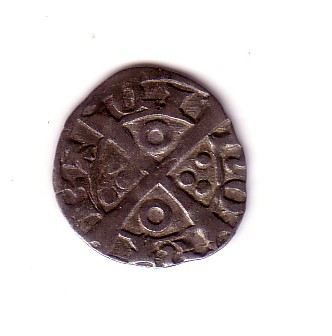
Reverso con el tipo aspado o cruzado: el croat.

## Tipos de dineros emitidos por losreyes de la Casa de Aragón
- Dinero de plata: moneda de plata de peso aproximado a un gramo de plata fina.
- Dinero de vellón: moneda de un gramo que contenía aproximadamente 0,35 gramos de plata y el resto cobre. Esta moneda fue muy popular durante la Edad Media y se acuñó en Jaca, en distintas cecas del Reino de Aragón con el nombre de dinero jaqués y en los diferentes condados catalanes con el tipo cruzado, que dará nombre al croat.
- Dinero de cuaterna: moneda que contenía una tercera parte de plata, creada en tiempos de Pedro II de Aragón.
- Dinero de terna: surge al final del reinado de Pedro I de Aragón, este dinero tan solo contenía una cuarta parte de plata.

## Relación del dinero con otras monedas en laCorona de Aragón
La libra de plata se subdivide en doscientos cuarenta dineros, también de plata. El sueldo era una moneda de oro del mismo peso que el dinero de plata. Como el oro y la plata mantenían hasta la era moderna una paridad 12:1, cada sueldo equivalía a doce dineros y la libra de plata equivalía a veinte sueldos. Una de las monedas de más curso era la pieza, que valía ocho sueldos, y otra la peseta, equivalente a siete sueldos o, lo que es lo mismo, una semana del salario de un obrero manual.

## Monedas emitidas en Andorra
En el año 2005 en Andorra, el Consejo General de los Valles de Andorra, hoy Consejo General de Andorra, aprobó la emisión de una serie de monedas conmemorativas denominadas diners en catalán y (en castellano, dineros) sin validez legal. Estas monedas son piezas de coleccionista, acuñándose los siguientes valores:[cita requerida]
- 50
- 1 diner
- 2 diners
- 5 diners
- 10 diners
- 20 diners